# Garifuna-Américains
Les Américains Garifuna sont des Américains appartenant à la culture / ethnie garifuna. Depuis 2012, "Abrazo Garifuna à New York", un événement célébrant les contributions des Américains Garifuna à New York en est à sa deuxième année. "Abrazo Garifuna à New York" se tient chaque année à partir de 2014.

## Activisme transnational des Garifuna à New York
L’anthropologue culturelle de la diaspora africaine, Sarah England, a écrit l’une des premières ethnographies d’une monographie sur la migration transnationale des Garifuna centraméricains à New York, intitulée «Afro-centraméricains à New York: récits garifuna de mouvements transnationaux racialisés». Space "(Gainesville: Presse universitaire de Floride, 2006,  (ISBN 978-0-81302-988-7)). L'Angleterre examine les effets des expériences de migration transnationale sur les mouvements sociaux des Garifuna en Amérique centrale et à New York. Elle axe son analyse sur les relations familiales, la dynamique communautaire, les pratiques économiques, l’histoire et l’organisation à la base d’une communauté transnationale Garifuna particulière dont les membres voyagent entre et vivent à Limón, au Honduras et à New York. Son récit se déroule dans les années 1990 sur la façon dont Limón est devenu le centre de l'organisation de Garifuna lorsque des membres de cette communauté ont contesté les pratiques d'un grand propriétaire terrienne hondurien et de l'Institut national agraire par le biais de la création d'un mouvement coopératif et ethnique appelé El Movimiento Negro Iseri Lidawamari (Mouvement noir New Dawn). L’ethnographie de l’Angleterre met en évidence la complexité des identités diasporiques et définit à la fois les notions de territorialité, de nation et d’indigénéité; ces identités sont définies par rapport à la territorialité en ce sens qu'elles privilégient la solidarité et l'identité de la diaspora géographiquement dispersée par rapport au nationalisme territorial des pays de résidence de ses membres. Pour Garífuna, les politiques de la diaspora sont complexes car elles ont plusieurs patries et relations différentes: d'une relation principalement symbolique avec l'Afrique et Saint-Vincent à une relation plus immédiate avec l'Amérique centrale.